# 比利亚卡洛斯
比利亚卡洛斯（西班牙語：Villacarlos）是西班牙巴利阿里群岛的一个市镇。总面积12平方公里，总人口6424人（2001年），人口密度535人/平方公里。